# Erhard Ratdolt
Erhard Ratdolt, född 1447 i Augsburg, död där 1528, var en tysk boktryckare.
Ratdolt uppsatte 1475 ett tryckeri i Venedig och utgav därifrån präktigt utstyrda verk. Hans edition av Euklides (1482) är den första tryckta boken med matematiska figurer och den första med guldbokstäver (i tillägnan). Han flyttade 1486 tillbaka till sin hemstad och blev ytterligare berömd för sina ojämförligt vackra andaktsböcker (i rött och svart). Han införde bruket att anbringa särskilt titelblad. Däremot har man oriktigt tillskrivit honom uppfinningen av nottryck med rörliga typer och av blomsterprydda initialer.